# Astracantha sommieri
Astracantha sommieri là một loài thực vật có hoa trong họ Đậu. Loài này được (Freyn) Podlech miêu tả khoa học đầu tiên.